# Villamassargia
Villamassargia  (Bidda Matzràxia in sardo) è un comune italiano di 3 275 abitanti della provincia del Sulcis Iglesiente, situato nella sub-regione del Sulcis-Iglesiente.

## Origini del nome
Il toponimo è formato da villa (paese) e massargia cioè del massàio o dell'agricoltore, dal latino medioevale massaria.

## Storia

### Preistoria e storia antica

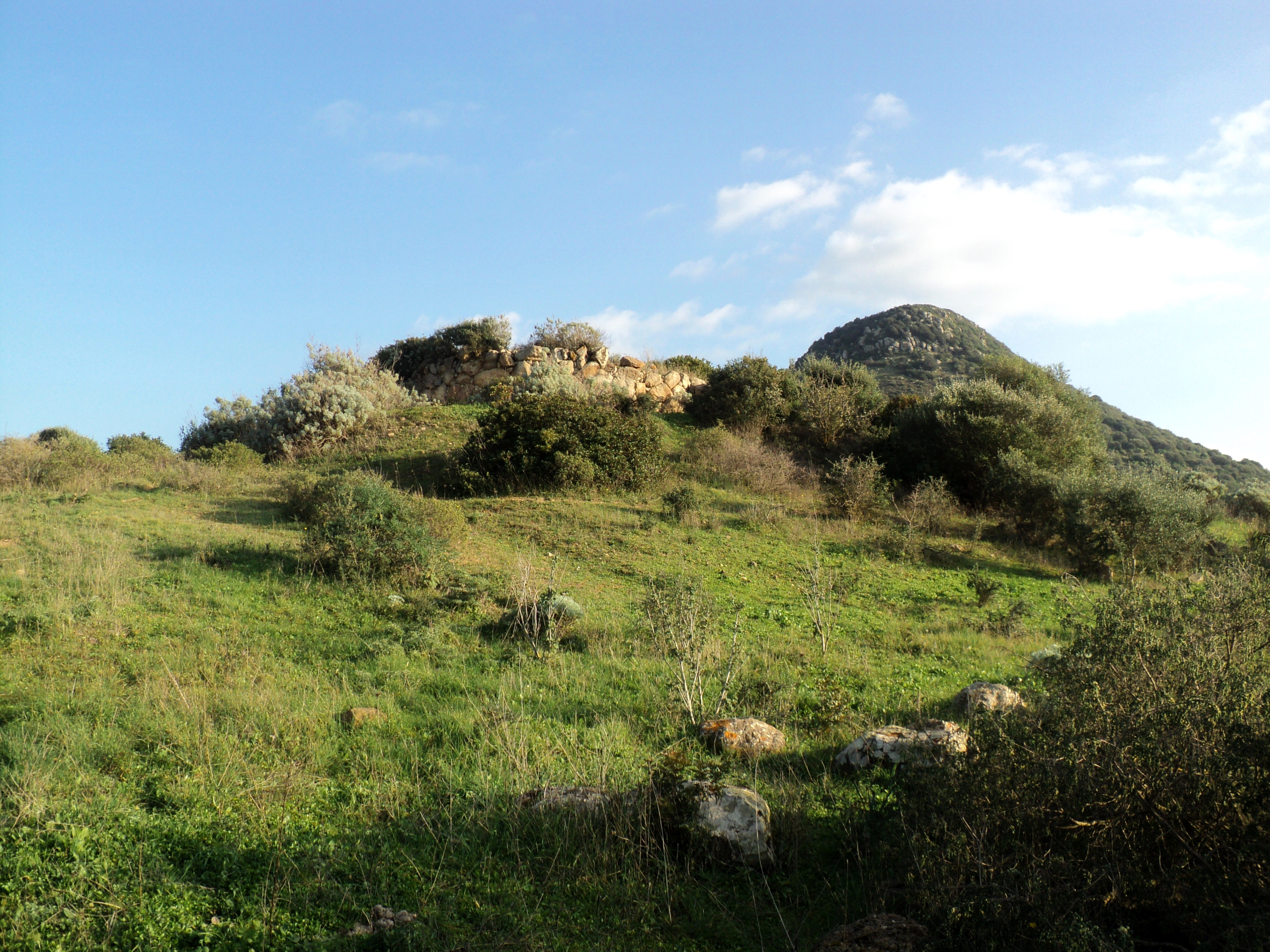
Nuraghe Santu Pauli

Il territorio di Villamassargia è frequentato dall'uomo sin dal neolitico come dimostrano i rinvenimenti nelle grotte circostanti e la presenza delle tipiche tombe ipogeiche prenuragiche dette domus de janas. La civiltà nuragica (II millennio a.C.) ha lasciato importanti tracce come testimoniato dai numerosi nuraghi, tra il nuraghe Santu Pauli e il nuraghe Monte Exi, e dalle tre tombe dei giganti, in località Monte Ollastu e in quella di Astia, dove è osservabile anche un pozzo sacro dedicato, nell'età del bronzo e del ferro, al culto delle acque.
In epoca romana venne costruito l'acquedotto di Caput Aquas, che riforniva Carales, e alcune fonderie. 

### Storia medievale

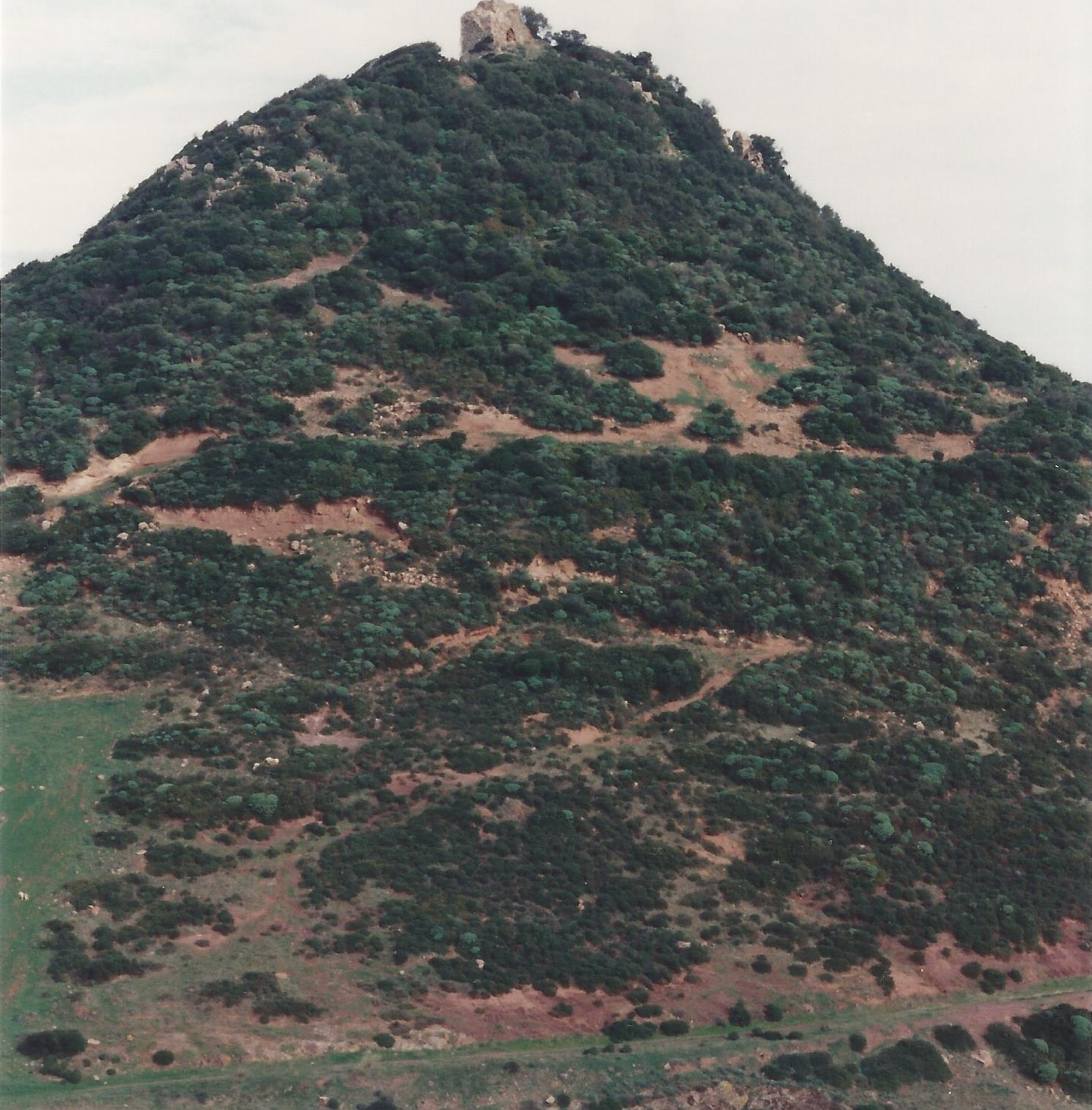
Il castello sul colle

In epoca altomedievale assunse importanza l'altopiano di Astia, centro amministrativo bizantino della zona.
Nel periodo giudicale Villa Massargia de Sigerro fu parte (e per un periodo capoluogo) della curatoria del Cixerri, nel giudicato di Calari, e grazie alla fertilità dei suoi terreni divenne uno dei villaggi più popolosi del Sulcis-Iglesiente (fino alla nascita di Villa di Chiesa). Data al XII secolo la chiesa romanica di Santa Maria della Neve sorta ad opera dei monaci benedettini provenzali dell'Abbazia di San Vittore di Marsiglia che aveavano ricevuto delle concessioni dai giudici di Cagliari. È probabile che in questo periodo venne edificato su di un colle situato a sud-est dell'abitato il castello di Gioiosa Guardia, forse durante il regno di Guglielmo I Salusio IV della casata dei Lacon-Massa.
Il paese passò poi, in seguito alla caduta del giudicato cagliaritano nel 1258, ai della Gherardesca gherardiani che ottennero le curatorie del sud-ovest sardo per meriti militari. Secondo alcuni studiosi il maniero di Gioiosa Guardia risalirebbe a quest'epoca, si trova infatti presso il confine con il Cixerri, passato all'altro ramo dei della Gherardesca.
Nei primi anni del decennio 1290 il castello di Villamassargia fu preso d'assalto da Guelfo della Gherardesca, signore del Cixerri e figlio del deceduto conte Ugolino, che reclamava la parte restante del terzo del giudicato cagliaritano passato agli eredi di Gherardo. La sua rivolta fu però presto soffocata dalle forze congiunte del comune di Pisa e dagli alleati arborensi.
Sotto il dominio dei conti di Donoratico, che qui possedevano un palazzo, venne costruita la chiesa in stile romanico-gotico di San Ranieri (1307), poi dedicata, in epoca iberica, alla Nostra Signora del Pilar.
Dopo la conquista aragonese del 1324-1326 la villa entrò a far parte del regno di Sardegna. Durante il lungo conflitto sardo-aragonese (1353-1409) Villamassargia e il suo castello furono temporaneamente occupate a più riprese dalle armate giudicali guidate da Mariano IV di Arborea e Brancaleone Doria.

### Storia moderna e contemporanea
Nella fase storica seguente, Villamassargia, ritornata sotto l'autorità aragonese in seguito alla battaglia di Sanluri, finì nelle mani di diverse famiglie di feudatari, tra cui i De Acen, gli Aragal e i Bou-Crespi, fino al 1839 quando con l'abolizione dei feudi ebbe fine anche la Baronia di Gioiosa Guardia che comprendeva, oltre a Villamassargia, Domusnovas, Decimo e diversi territori del Sulcis.
Nel 1858, poco prima dell'Unità d'Italia, contava circa 1 800 abitanti.

### Simboli
Lo stemma e il gonfalone del comune di Villamassargia sono stati concessi con decreto del presidente della Repubblica dell'8 maggio 1996.
Il gonfalone è un drappo di bianco.

## Monumenti e luoghi d'interesse

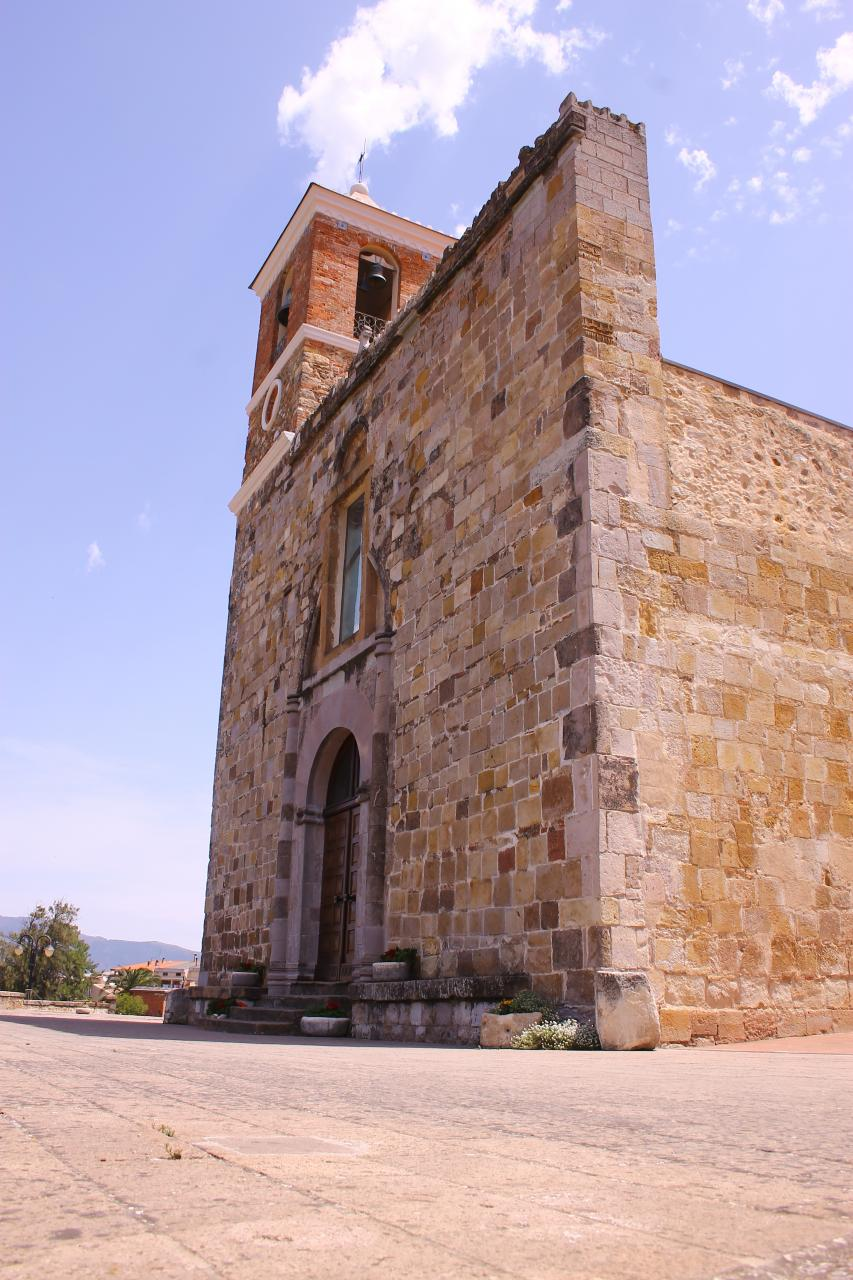
Santa Maria della Neve

### Architetture religiose
- Chiesa di Nostra Signora del Pilar (o di San Ranieri): risalente al XIV secolo, ha subito importanti rifacimenti nei secoli successivi. La facciata, in stile romanico, ha conservato il suo aspetto originario.
- Chiesa della Madonna della neve: chiesa parrocchiale, edificata probabilmente durante il periodo bizantino.

### Architetture militari
- Castello di Gioiosa Guardia: castello di epoca medievale probabilmente edificato nel corso del XIII secolo.

### Aree di interesse naturalistico

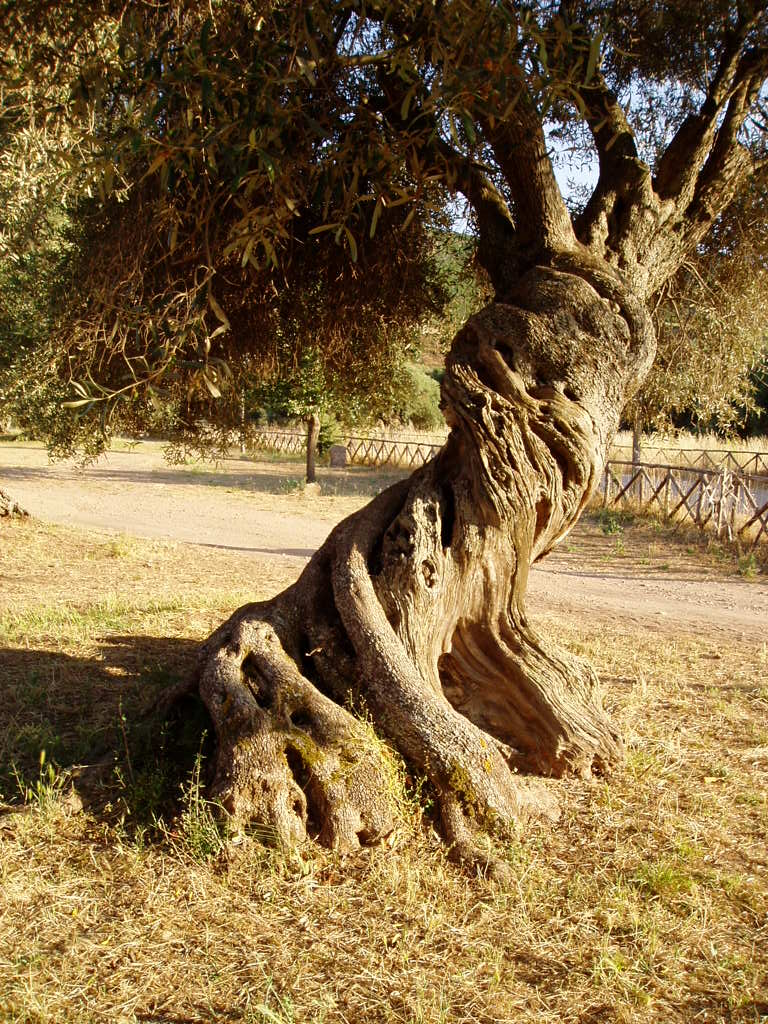
Ulivo, S'Ortu Mannu

A pochi chilometri dal comune, si trova un bosco di ulivi secolari, S'Ortu Mannu, oggi parco pubblico. Sa Reina, La Regina, è il più grande di tali ulivi, con una circonferenza alla base di 16 metri.

### Miniere

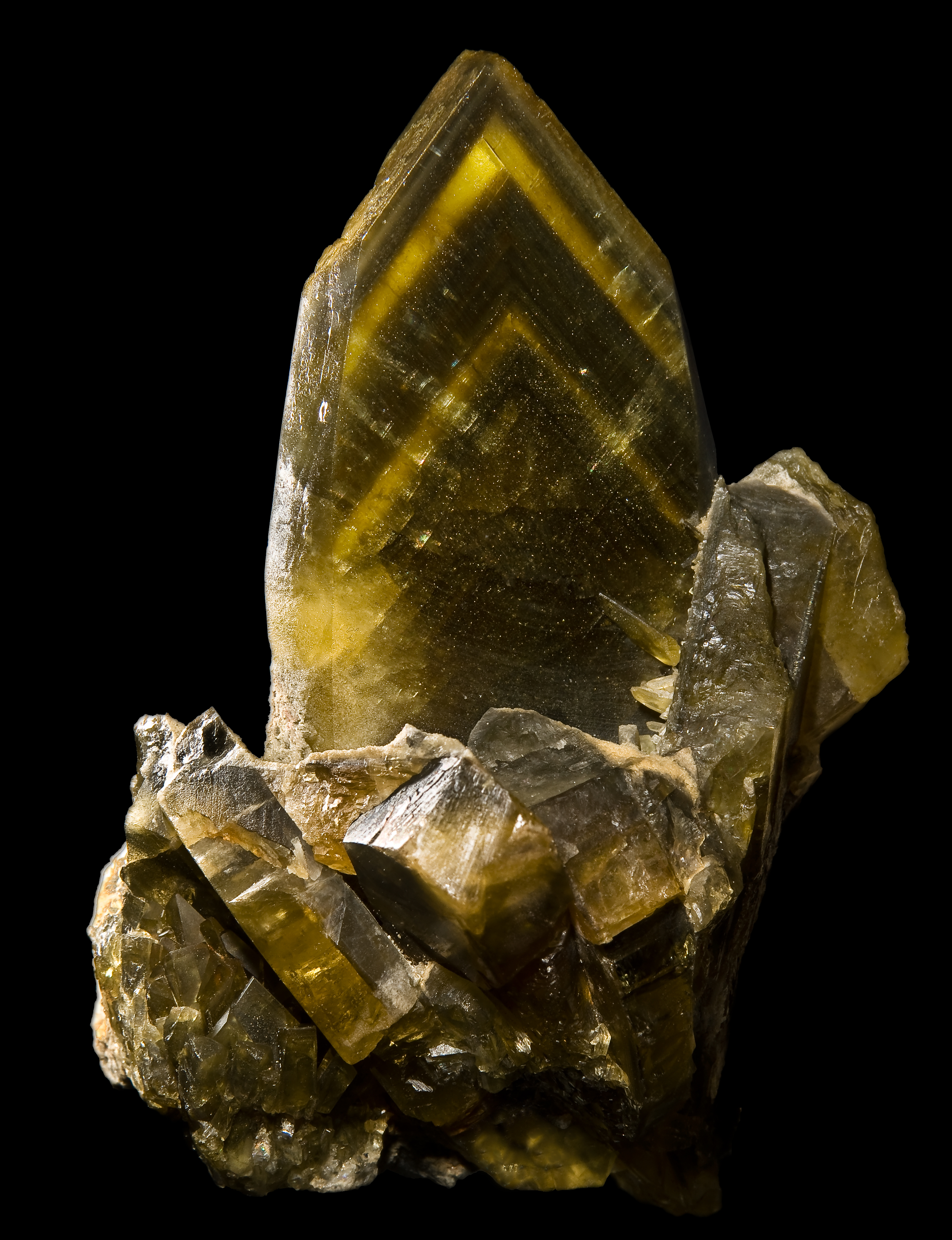
Barite di monte Mesu

Nel territorio comunale di Villamassargia sono presenti le seguenti miniere dismesse:
- miniera di Corti de Baccas (barite)
- miniera di Furconixedda (Fruconixedda o Furconaxedda)
- miniera di Giuenni
- miniera di monte Filipeddu (barite)
- miniera di monte Moddizzi o Modditzi (barite)
- miniera di Orbai
- miniera di Su Strintu de Sa Perda.

## Società

### Evoluzione demografica

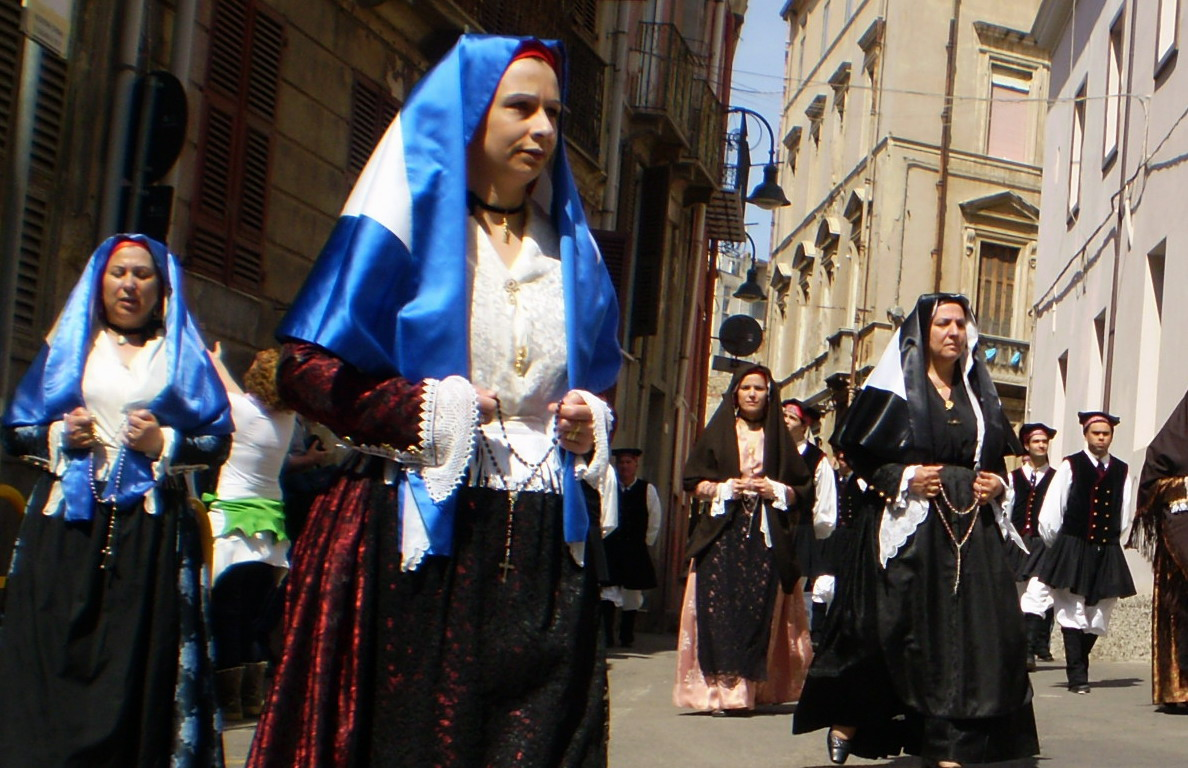
Abiti tradizionali di Villamassargia

Abitanti censiti

### Lingue e dialetti
La variante del sardo parlata a Villamassargia è il campidanese comune.

## Cultura

### Cinema
Villamassargia ha ospitato il set del film Il figlio di Bakunin di Gianfranco Cabiddu (1997)

## Geografia antropica

### Frazioni
Il comune di Villamassargia comprende anche le frazioni di Orbai e di Stazione Ferrovie dello Stato

## Infrastrutture e trasporti

### Strade
Villamassargia è collegata principalmente tramite due strade provinciali: la SP 2 (detta Pedemontana) lambisce l'abitato e lo collega con Carbonia e Portoscuso a ovest e con i centri del Cagliaritano ad est. La SP 86 permette invece il collegamento con Iglesias e Domusnovas, nonché con la stazione ferroviaria e con la SS 130.

### Ferrovie

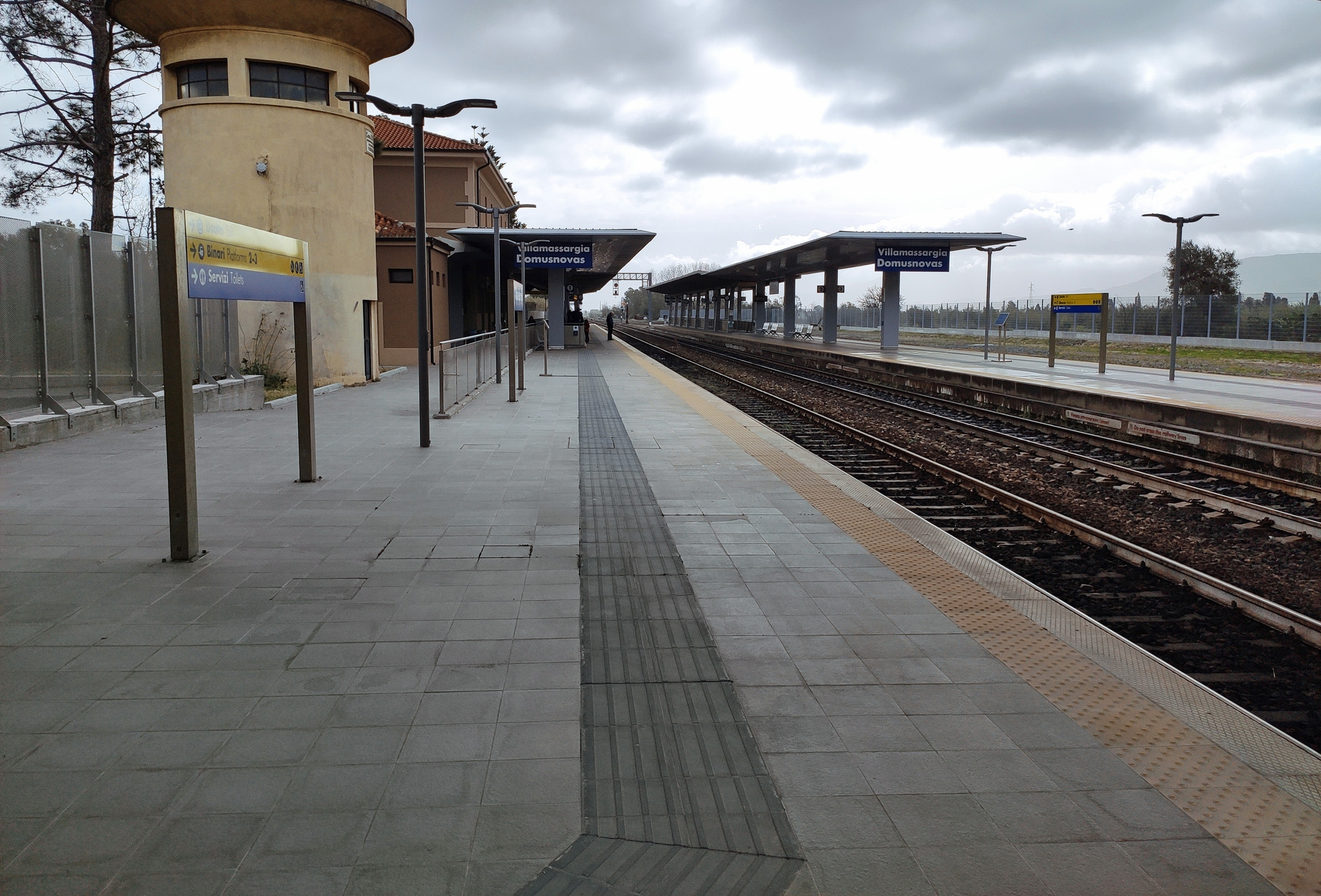
La stazione ferroviaria di Villamassargia-Domusnovas

Nel comune è presente dal 1872 la stazione di Villamassargia-Domusnovas, situata lungo la ferrovia Decimomannu-Iglesias e capolinea della Villamassargia-Carbonia, entrambe gestite da RFI. La stazione è collegata dai convogli Trenitalia con Cagliari ed il suo hinterland ad est e con i capolinea di Iglesias e Carbonia ad ovest.

## Amministrazione
| Periodo         | Periodo         | Primo cittadino | Partito                            | Carica  | Note |
| --------------- | --------------- | --------------- | ---------------------------------- | ------- | ---- |
| 31 maggio 2015  | 26 ottobre 2020 | Debora Porrà    | Lista civica "Il paese che vorrei" | Sindaco |      |
| 26 ottobre 2020 | in carica       | Debora Porrà    | Lista civica "Il paese che vorrei" | Sindaco |      |

## Sport

### Calcio
La principale squadra di calcio è l'A.S.D. Polisportiva Villamassargia. Nel Girone B del Campionato Regionale di 1ª Categoria 2017/2018 ha conquistato il primo posto, guadagnando il diritto a disputare il Campionato di Promozione Regionale 2018/2019. La compagine è nata nel 1970 ed i colori sociali sono il blu ed il rosso.

### Pallavolo femminile
La squadra dell'A.S.D. Polisportiva Villamassargia milita nel campionato di Seconda Divisione. La sezione è stata costituita nel 1984.